# Edmund Russow
Edmund August Friedrich Russow (ros. Эдмунд Фридрихович Руссов, ur. 24 lutego?/8 marca 1841 w Rewlu, zm. 11 kwietnia?/23 kwietnia 1897 w Dorpacie) – niemiecki botanik, profesor Uniwersytetu w Dorpacie, rzeczywisty radca stanu. Specjalizował się w badaniu torfowców i marsyliowatych. 
Syn Friedricha Russowa i Wery Dorothei z Hertwigów. Uczęszczał do gimnazjum rządowego w Rewlu od 1851 do 1860 roku, następnie wstąpił na Uniwersytet Dorpacki. Studiował na nim botanikę od 1860 do 1864 roku, w 1865 wyjechał do Berlina, gdzie uczył się pod kierunkiem Alexandra Brauna. Po powrocie do Dorpatu był pomocnikiem dyrektora ogrodu botanicznego, od 1866 Privatdozentem botaniki, od 1867 do 1874 docentem botaniki. W 1871 roku wyjeżdżał do Berlina i Rostocku. W 1871 przedstawił rozprawę doktorską Histologie und Entwicklungsgeschichte der Sporenfrucht von Marsilia, nagrodzoną w roku następnym Nagrodą Baera przez Petersburską Akademię Nauk. Od 1874 do 1895 profesor botaniki Uniwersytetu Dorpackiego i dyrektor ogrodu botanicznego. Przewodniczący Dorpackiego Towarzystwa Przyrodniczego (1895–1897). Zmarł w 1897 roku, pochowany jest na cmentarzu Raadi w Tartu.
Na jego cześć nazwano rodzaj Russowia oraz jeden z torfowców – torfowiec Russowa Sphagnum russowii, który opisał jako pierwszy pod nazwą Sphagnum acutifolium var. robustum.

## Wybrane prace
- Histologie und Entwicklungsgeschichte der Sporenfrucht von Marsilia. Dissertation. Dorpat (1871)
- Betrachtungen über das Leitbündel- und Grundgewebe aus vergleichend morphologischem und phylogenetischem Gesichtspunkt, 1875